# Szent Bávó
Szent Bávó (latinul: Bavonius, franciául: Bavon), születési nevén Allowin (latinul: Allowinus), (Hesbaye, 622 körül – Gent, 659. október 1.) szentként tisztelt kora középkori frank szerzetes.
A mai Belgium területén fekvő Lüttich vidékén született előkelő keresztény családban. Fiatalon gondos tanításban részesült, majd a haspengaui terület grófjává (kormányzójává). Azonban ebben az állásában szívtelen és kicsapongó életet folytatott, amelyet nem változtatott meg egy Ageltrude nevű előkelő hölggyel kötött házassága sem.
Életét felesége hirtelen halála változtatta megː ennek hatására ráeszmélt a földi dolgok mulandóságára. Kislánya ártatlan és okos magatartása ugyancsak hatott rá – Szent Amandus püspök javaslatára pedig életgyónást végzett, majd nekilátott korábbi hibái jóvátételéhezː nagy vagyonának egy részét szétosztotta a szegények között, másik részét pedig Amandusnak adta kolostoralapítás céljából. Önsanyargató életmódot kezdett, és sorra látogatta a környező kolostorokat hosszabb-rövidebb időt eltöltve bennük. Végül remeteként elvonult a világtól, de csakhamar elterjedt szentségének híre, és sok ember kezdte felkeresni. Bávónak nehézséget jelentett a „világ zaja”, és a római Castrum Gandavum (a mai Gent) romjain Szent Amandus által alapított Szent Péter kolostorba lépett szerzetesként. Hosszabb időn keresztül élt itt, majd a halála előtti években megszakított minden összeköttetést a külvilággal, és befalazott szerzetesként (lat. reclusus) fejezte be az életét 659-ben.
Tisztelete Franciaországban vált általánossá; a Genti és a Haarlem-Amszterdami egyházmegye, illetve a genti székesegyház őbenne tiszteli patrónusát, kolostora pedig közel 1000 esztendő keresztül az ő nevét viselte (Saint-Bavon). Ünnepnapját halála napján, október 1-jén üli a római katolikus egyház.